# Hanover (New Hampshire)
Hanover ist der Name einer Town im Grafton County des US-Bundesstaates New Hampshire in Neuengland. Das U.S. Census Bureau hat bei der Volkszählung 2020 eine Einwohnerzahl von 11.870 ermittelt. Hanover liegt im Westen des Staates am Connecticut River, dessen westliche Niedrigwasserlinie an dieser Stelle die Grenze zum Bundesstaat Vermont bildet. Bekannt ist der Ort vor allem als Standort der Eliteuniversität Dartmouth College, die hier 1769 gegründet wurde.

## Lage
Hanover liegt am Connecticut River in einer als Upper Valley bekannten und vermarkteten Region entlang beider Seiten des Flusses. Es grenzt an die Orte Lyme, Canaan, Enfield, Lebanon und Norwich (Vermont). Die Stadt liegt nahe der Interstates 89 und 91, so dass Boston in zwei und New York City in fünf Stunden Autofahrt erreicht werden kann.

## Geschichte
Hanover wurde im Jahre 1761 vom Königlichen Gouverneur New Hampshires das Stadtrecht verliehen, nachdem Kolonisten aus Connecticut eine entsprechende Petition eingereicht hatten. Über die Herkunft des Namens – ursprünglich „Hannover“ geschrieben – herrscht Uneinigkeit. Einer Ansicht nach wurde Hanover nach einer Gemeinde in Connecticut benannt, in der die Kolonisten bis dahin gelebt hatten, einer anderen Ansicht nach wurde dieser Name zu Ehren des damals regierenden Königs Georg III. gewählt, der dem Haus Hannover angehörte.
1765 erreichten die ersten Siedler das Stadtgebiet. Die Stadt wuchs, Mühlen wurden gebaut und zogen neue Siedler an.
Im Jahre 1778 sagten sich Hanover und eine Reihe weiterer Städte in Grafton County von New Hampshire los, um zusammen mit einer Anzahl von Orten aus Vermont einen eigenen, separaten Staat namens "New Connecticut" zu gründen. Dieser Plan erwies sich jedoch als nicht durchführbar und so belief es sich schließlich darauf, dass die Orte aus New Hampshire 1778 dem damals eigenständigen Staat Vermont beitraten, um auf diese Weise die Verbindung zu den befreundeten Vermonter Städten sicherzustellen. Der Wechsel der Staatszugehörigkeit führte in der Folgezeit allerdings zu zahlreichen Konflikten, so dass die Ortschaften aus Grafton County die Verbindung 1784 wieder lösen und dem Staat New Hampshire beitreten mussten.
Trotz der somit wiederhergestellten, durch den Fluss Connecticut verlaufenden Staatsgrenze verband die an den gegenüberliegenden Flussufern liegenden Ortschaften Hanover und Norwich (Vermont) auch in der Folgezeit eine freundschaftliche Kooperation. Von 1847 bis 1959 teilten sich beide Orte einen gemeinsamen Bahnhof; 1859 wurde hier die erste – und lange Zeit einzige – zollfreie Brücke über den Connecticut River gebaut, und seit 1963 bilden Hanover und Norwich zusammen das Dresden School District – den ersten staatenübergreifenden amerikanischen Schulbezirk.
Im Jahre 1769 verlegte der Geistliche Eleazar Wheelock seine Wohltätigkeitsschule für jugendliche Native Americans nach Hanover. Er benannte das College nach seinem englischen Gönner Lord Dartmouth und öffnete den Schulbetrieb auch für englische Jugendliche. Die Eröffnung des Colleges förderte die wirtschaftliche und kulturelle Entwicklung der Stadt Hanover. Noch heute ist das Dartmouth College der größte Arbeitgeber in der Gemeinde.
1797 gründete Dr. Nathan Smith die "Dartmouth Medical School", 1871 wurde durch Sylvanus Thayer die "Thayer School of Engineering" eröffnet und schließlich gründete Edward Tuck 1900 die nach seinem Vater Amos Tuck benannte "Amos Tuck School of Business" – die weltweit erste Schule dieser Art.

### Bevölkerungsentwicklung
| Volkszählungsergebnisse – Hanover, New Hampshire | Volkszählungsergebnisse – Hanover, New Hampshire | Volkszählungsergebnisse – Hanover, New Hampshire | Volkszählungsergebnisse – Hanover, New Hampshire | Volkszählungsergebnisse – Hanover, New Hampshire | Volkszählungsergebnisse – Hanover, New Hampshire | Volkszählungsergebnisse – Hanover, New Hampshire | Volkszählungsergebnisse – Hanover, New Hampshire | Volkszählungsergebnisse – Hanover, New Hampshire | Volkszählungsergebnisse – Hanover, New Hampshire | Volkszählungsergebnisse – Hanover, New Hampshire |
| Jahr                                             | 1767                                             | 1773                                             | 1775                                             | 1783                                             | 1786                                             | 1790                                             | 1800                                             | 1810                                             | 1820                                             | 1830                                             |
| ------------------------------------------------ | ------------------------------------------------ | ------------------------------------------------ | ------------------------------------------------ | ------------------------------------------------ | ------------------------------------------------ | ------------------------------------------------ | ------------------------------------------------ | ------------------------------------------------ | ------------------------------------------------ | ------------------------------------------------ |
| Einwohner                                        | 92                                               | 342                                              | 434                                              | 701                                              | 870                                              | 1380                                             | 1912                                             | 2135                                             | 2222                                             | 2361                                             |
| Jahr                                             | 1840                                             | 1850                                             | 1860                                             | 1870                                             | 1880                                             | 1890                                             | 1900                                             | 1910                                             | 1920                                             | 1930                                             |
| Einwohner                                        | 2613                                             | 2350                                             | 2308                                             | 2085                                             | 2147                                             | 1817                                             | 1884                                             | 2075                                             | 2264                                             | 3043                                             |
| Jahr                                             | 1940                                             | 1950                                             | 1960                                             | 1970                                             | 1980                                             | 1990                                             | 2000                                             | 2010                                             | 2020                                             | 2030                                             |
| Einwohner                                        | 3425                                             | 6259                                             | 7329                                             | 8494                                             | 9119                                             | 9186                                             | 10855                                            | 11260                                            | 11870                                            |                                                  |

## Infrastruktur
Der nächstgelegene Flughafen ist der Lebanon Municipal Airport in Lebanon, der mit dem Auto in etwa 15 Minuten zu erreichen ist. Größere Flughäfen befinden sich in Manchester und Burlington – beide rund 90 Minuten von Hanover entfernt.
Direkte Bahn-Anbindung an New York und Washington besteht via Amtrak jenseits des Flusses über das nahegelegene White River Junction.

## Söhne und Töchter der Stadt
- Eleazer Wheelock Ripley (1782–1839), General im Britisch-Amerikanischen Krieg und Politiker, Vertreter von Louisiana im US-Repräsentantenhaus
- James Wheelock Ripley (1786–1835), Politiker, Vertreter von Maine im US-Repräsentantenhaus
- Leonard Wilcox (1799–1850), Politiker, Vertreter von New Hampshire im US-Senat
- James Freeman Clarke (1810–1888), Prediger und Autor
- Laura Bridgman (1829–1889), erster bekannter seit früher Kindheit taubblinder Mensch, der die Sprache entdeckte und aus seiner Isolation befreit werden konnte
- Charles Augustus Young (1834–1908), Astronom
- Kate Sanborn (1839–1917), Autorin, Lehrerin, Dozentin und Vortragsrednerin
- Arthur Fairbanks (1864–1944), Klassischer Archäologe
- Austin Tappan Wright (1883–1931), Rechtswissenschaftler und Science-Fiction-Schriftsteller
- Thomas C. Kinkaid (1888–1972), Admiral
- John Carleton (1899–1977), Skisportler
- Edward Hartshorne (1912–1946), Universitätskontrolloffizier im Office of Military Government for Germany
- Warren Chivers (1914–2006), Skilangläufer und Nordischer Kombinierer
- Barbara Newhall Follett (1914–?), Wunderkind-Romanautorin
- Robert Meservey (1921–2013), Physiker
- Jay DeFeo (1929–1989), Künstlerin
- Ralph Miller (1933–2021), Skirennläufer
- Kent Carter (* 1939), Jazzmusiker
- Hal Barwood (* 1940), Drehbuchautor, Filmregisseur, Filmproduzent, Spieleentwickler und Schriftsteller
- Joan Halifax (* 1942), Anthropologin, Ethnologin, Buddhistin, Autorin und Menschenrechtsaktivistin
- Anthony Bannon (* 1943), Kunstkritiker
- Peter Hart Burian (* 1943), Altphilologe
- John Perkins (* 1945), Politaktivist und Schriftsteller
- David E. Tanzi (* um 1945), Generalmajor der United States Air Force
- Victor Ambros (* 1953), Biologe, Träger des Medizinnobelpreises 2024
- Charlie Clouser (* 1963), Musiker
- Eckhard Nagel (* 1960), deutscher Mediziner und Professor für Medizinmanagement und Gesundheitswissenschaften
- Charlie Clouser (* 1963), Musiker und Komponist
- Chris Hastings (* 1964), Skispringer
- Joe Holland (* 1964), Nordischer Kombinierer
- Tom Dey (* 1965), Filmregisseur und Filmproduzent
- Liz McIntyre (* 1965), Freestyle-Skierin
- Jim Holland (* 1967), Skispringer
- Al Barr (* 1968), Sänger der Dropkick Murphys
- Virginia Heffernan (* 1969), Journalistin und Fernsehkritikerin
- Tim Tetreault (* 1970), Nordischer Kombinierer
- Barbara Bedford (* 1972), Schwimmerin
- Evan Dybvig (* 1975), Freestyle-Skier
- Tessa Benoit (* 1977), Skilangläuferin
- Mia Tyler (* 1978), Model
- Sarah True (* 1981), Triathletin
- Hannah Kearney (* 1986), Freestyle-Skierin

## Partnerstädte
- Joigny, seit 1993
- Nihonmatsu, seit 1999